# Leopold Ullstein

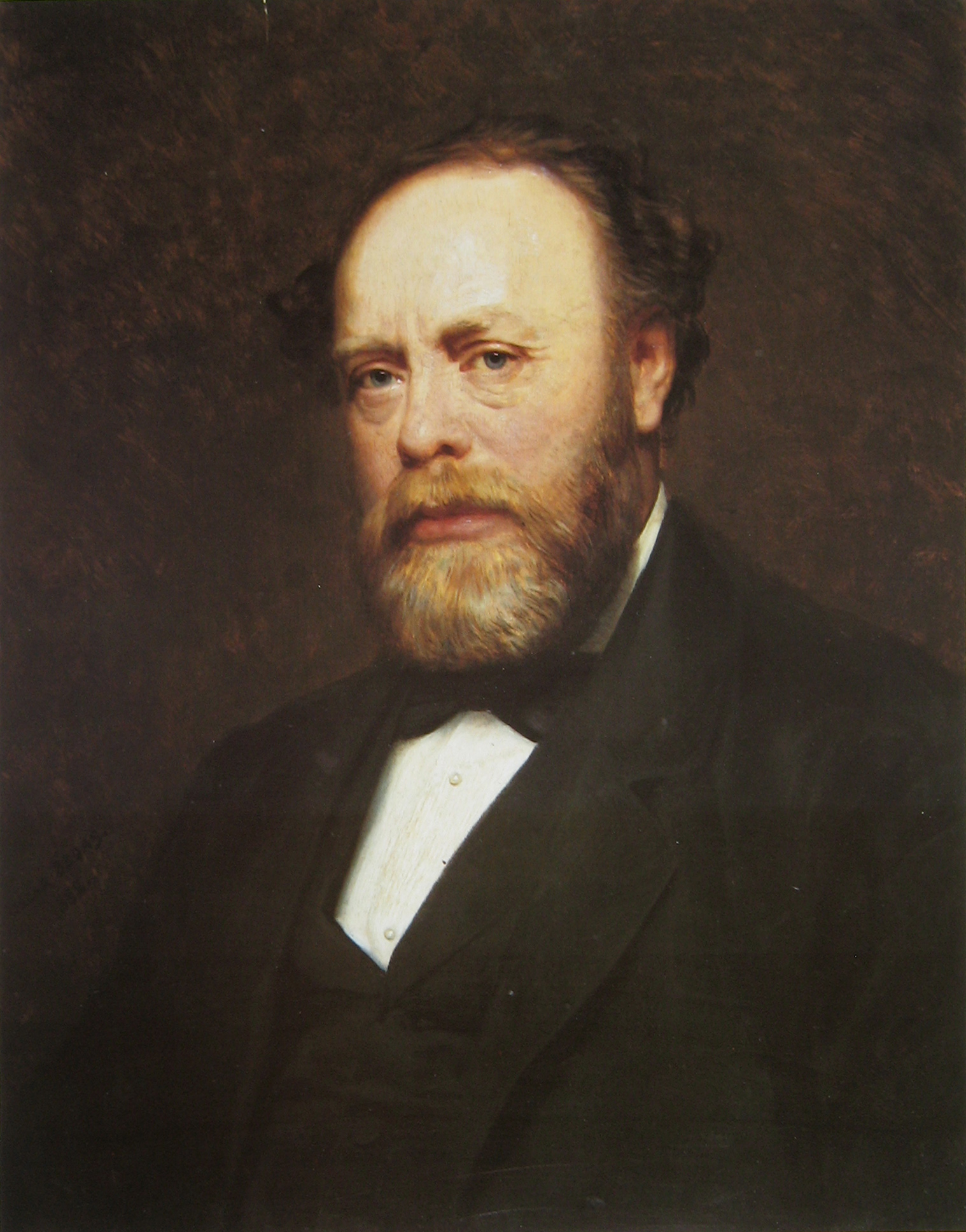
Leopold Ullstein;
Porträt von Oskar Begas, 1882

Leopold Ullstein (* 6. September 1826 in Fürth; † 4. Dezember 1899 in Berlin) war ein deutscher Verleger.

## Leben
Leopold Ullstein wurde zunächst im väterlichen Betrieb, einer Papiergroßhandlung in Fürth, ausgebildet und übernahm mit seinen Brüdern 1847 das Geschäft. Die Papiergroßhandlung wurde in den 1850er Jahren nach Leipzig verlegt. Nach Streitigkeiten unter den Ullstein-Brüdern zog sich Leopold aus dem Familienunternehmen zurück und gründete 1855 in Berlin seine eigene Papiergroßhandlung. Ebenfalls 1871 trat er der Gesellschaft der Freunde bei. Von 1871 bis 1877 war er in der Berliner Stadtverordnetenversammlung politisch tätig.
Bereits am 14. Juli 1877 gründete Ullstein zusammen mit Josef Neißer einen Verlag, der seinen Namen erhielt und in der Zimmerstraße in Berlin ansässig war.
Außerdem erwarb er das Neue Berliner Tagblatt, die Druckerei Stahl und Aßmann sowie die Berliner Zeitung (B.Z.). Im Jahr 1894 ging die 1892 gegründete Berliner Illustrirte Zeitung in sein Eigentum über, die er zur bedeutendsten deutschen Wochenzeitung fortentwickelte.
Für liberale und Bismarck-kritische Politik war der Ullstein-Verlag das Sprachrohr seiner Zeit. Innovationen machten das Unternehmen erfolgreich. Mit Der heitere Fridolin erschien die erste deutsche Kinderzeitschrift, populär waren Modezeitschriften mit dem Slogan „Sei sparsam Brigitte, nimm Ullstein-Schnitte“. Die Berliner Zeitung bot eine Mittagsausgabe an, und der Verlag besaß zeitweise die schnellsten Rotationspressen weltweit. Die in Deutschland neben der Frankfurter Zeitung und dem Berliner Tageblatt international relevante   Vossische Zeitung gehörte seit 1914 ebenfalls zum Ullstein-Verlag. Direkte Konkurrenten auf dem Berliner und deutschen Zeitungsmarkt waren für Leopold Ullstein die Verleger August Scherl und Rudolf Mosse.
Ullstein starb 1899 als erfolgreicher, angesehener Zeitungsverleger. Sein Verlag beschäftigte zu diesem Zeitpunkt 1600 Mitarbeiter, seine Söhne führten das Geschäft fort und gründeten 1903 den Ullstein Buchverlag sowie 1919 den Propyläen Verlag. Ullstein hatte fünf Söhne aus zwei Ehen: Hans, Louis, Franz, Rudolf und Hermann Ullstein. Der Sohn Franz war mit Rosa Goldschmidt, der Exfrau Ernst Gräfenbergs, verheiratet, die in dritter Ehe Armin Wolrad Graf von Waldeck heiratete und unter dem Namen Rosie Waldeck als Schriftstellerin bekannt wurde.

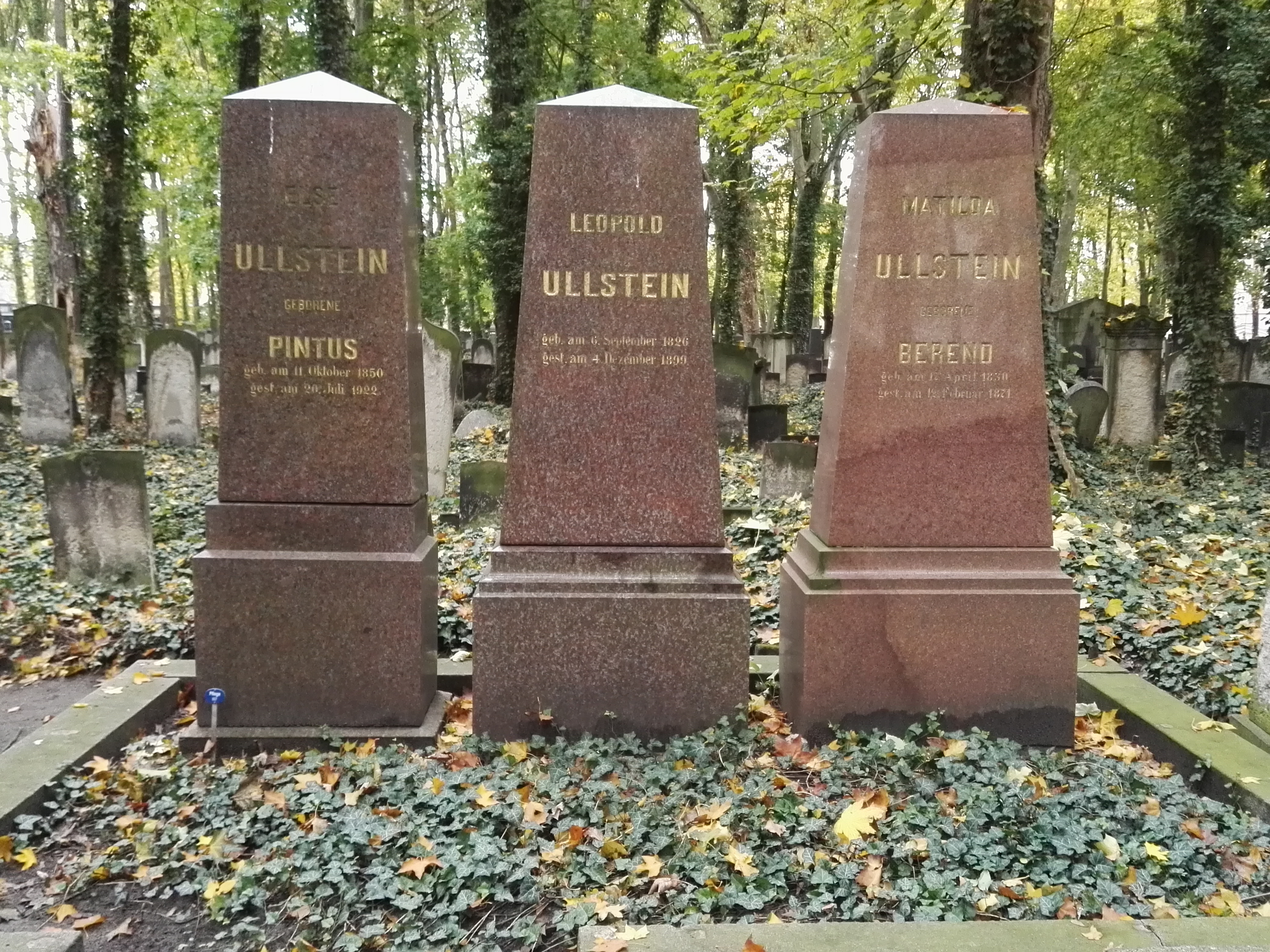
Grabstätte

Ullstein wurde auf dem jüdischen Friedhof Berlin Schönhauser Allee im Feld E, GA bestattet.

## Ehrungen
Die Ullsteinstraße und danach der U-Bahnhof Ullsteinstraße in Berlin-Tempelhof tragen seinen Namen ebenso wie eine Berufsschule in Berlin-Wilmersdorf und eine Realschule in Fürth.